# Шехмино
Шехмино — село в Рыбновском районе Рязанской области, входит в состав Селецкого сельского поселения.
Расположено в лесной болотистой местности, в 30 км севернее райцентра Рыбное, высота над уровнем моря 115 м.

## История
Впервые упоминается в 1628 году под названием Шехманово. Не ранее 1859 года в Шехминой — слободе временнообязанных крестьян, была поставлена перенесённая из села Солотча деревянная церковь Святого Духа, в 1889 году здесь действовала начальная школа. По данным на 1906 год, в селе Шехмина слобода функционировали земская школа и казённая винная лавка, а жители занимались плотничеством.
Во время лесных пожаров лета 2010 года село выгорело — сгорело 66 домов, но было восстановлено в рекордные сроки, возвратились в село 26 семей. Тогда же была проведена газификация села и капитальный ремонт 14-километровой дороги 1991 года постройки, связывающей Шехмино с селом Криуша. Сдача в эксплуатацию дороги состоялась 10 декабря 2010 года . Осенью 2015 года сдана в эксплуатацию двухполосная автодорога Шехмино-Сельцы протяжённостью 6,4 км, строительство которой велось с мая 2015 года.
До 2014 г. село являлось административным центром Шехминского сельского поселения.

## Население
| 1859[6] | 1897[7] | 1906[8] | 2010[9] | 2012[10] | 2013[1] |
| ------- | ------- | ------- | ------- | -------- | ------- |
| 661     | ↗1006   | ↗1168   | ↘29     | ↗36      | ↘34     |
Динамика населения
- 1859—661 чел.
- 1868—794 чел.
- 1905—1168 чел.

## Известные уроженцы
- Пётр Чельцов (1888—1972) — протоиерей, клирик Владимирской епархии, исповедник[11].
- Курков, Николай Акимович (1921—1997) — майор Рабоче-крестьянской Красной армии, участник Великой Отечественной войны, Герой Советского Союза.